# Жуковський район (Калузька область)
Жуковський район — муніципальне утворення в Калузькій області Росії.
Адміністративний центр — місто Жуков.

## Географія
Район розташований на північному сході Калузької області, межує з Боровським, Малоярославецьким і Таруським районами Калузької області, Обнінськом, з Серпуховським і Чеховським районами Московської області, а також з Роговським поселенням Москви. Площа — 1360 км (7-е місце серед районів).
Основні річки — Протва, Істья, Нара.

## Історія
Утворений 12 липня 1929 року як Угодсько-Заводський район у складі Калузького округу Московської області.

## Люди, пов'язані з районом
- Жуков Георгій Костянтинович (1896—1974) — видатний радянський воєначальник, Маршал Радянського Союзу (1943), міністр оборони СРСР (1955—1957)